# St. Dionysius (Haßmersheim)

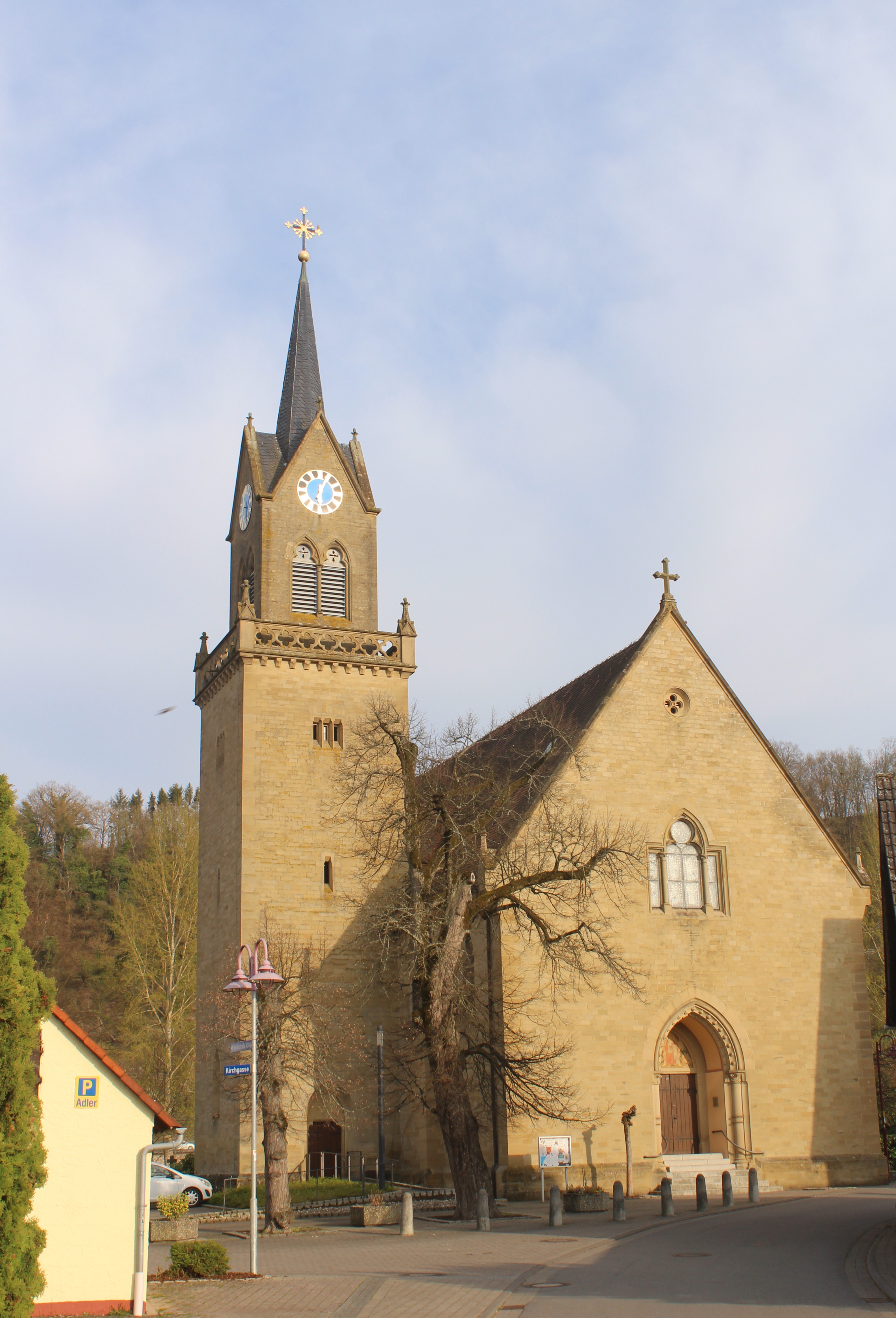
St. Dionysius in Haßmersheim

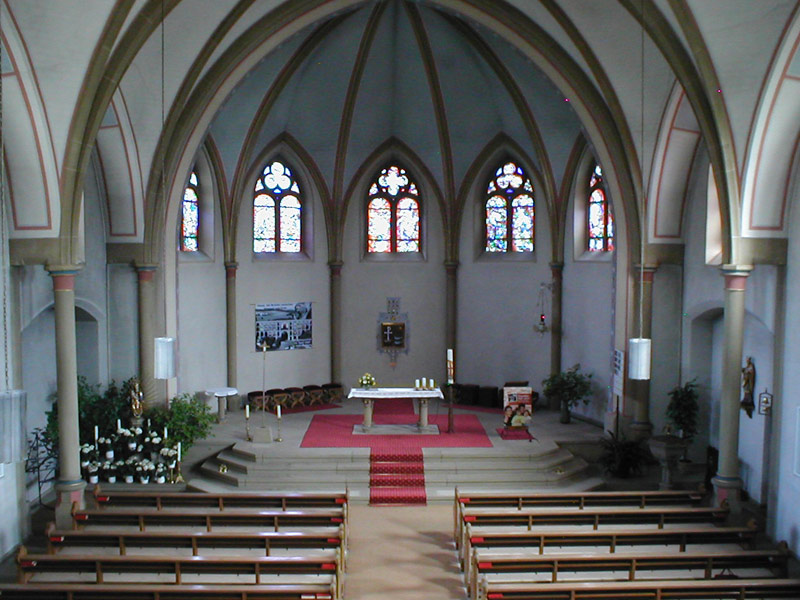
Innenansicht

Die römisch-katholische Pfarrkirche St. Dionysius ist ein geschütztes Kulturdenkmal nach dem Denkmalschutzgesetz. Sie steht in Haßmersheim, einer Gemeinde im Neckar-Odenwald-Kreis in Baden-Württemberg. Die Pfarrei gehört zum Dekanat Mosbach-Buchen im Erzbistum Freiburg.

## Beschreibung
Die Saalkirche wurde 1881 nach einem Entwurf von Adolf Williard anstelle des Vorgängerbaus aus dem 15. Jahrhundert errichtet. Sie besteht aus einem Langhaus mit fünf Fensterachsen, einem nahezu gleich breiten, von Strebepfeilern gestützten Chor mit Fünfachtelschluss im Osten und einem Kirchturm auf quadratischem Grundriss vor der Nordwand des Langhauses. In der Fassade im Westen befindet sich das Portal, das von zwei Säulen flankiert wird. Das oberste eingezogene Geschoss des Kirchturms ist achteckig. Es beherbergt die Turmuhr und hinter den als Biforien gestalteten Klangarkaden den Glockenstuhl, in dem vier Kirchenglocken hängen.
Der Innenraum ist von einem Kreuzrippengewölbe überspannt, das auf vor der Wand stehenden Säulen ruht. Die Orgel wurde 1886 von Aug. Laukhuff gebaut.